# 大墓蝠
大墓蝠（学名：Taphozous theobaldi）也称鞘尾蝠、西氏墓蝠,，一种分布于印度、缅甸、泰国、柬埔寨、越南及中国云南省、广东省等地区的蝙蝠，隶属于鞘尾蝠科墓蝠属。

## 形态特征
大墓蝠前臂长85～95毫米，颅全长22～25.2毫米。耳大呈圆形。背部呈深棕色，腹部毛色较浅。